# Carex acutiformis
Espèce
Classification phylogénétique
Statut de conservation UICN

 LC  : Préoccupation mineure
Carex acutiformis, la Laîche des marais, est une espèce de plantes du genre Carex et de la famille des Cyperaceae.

## Synonyme
- Carex paludosa Good